# William Katt
William Katt és un actor nord-americà de cinema i televisió. Va néixer el 16 de febrer de 1951 a Los Angeles, Califòrnia en el si d'una família d'actors: Bill Williams (el seu cognom veritable era "Katt") i Barbara Hale.
Va estudiar a l'Orange Coast College (Costa Mesa, Califòrnia) abans de seguir la carrera de músic. Va ser llavors que va començar a actuar, apareixent en representacions teatrals en l'estiu i en petits papals en televisió. Els seus primers papers en pel·lícules inclouen el de Tommy Ross en el famós film de terror Carrie (1976) de Brian De Palma i el de Jack Barlowe en el film de John Milius, Big Wednesday (1978), que va protagonitzar al costat de Jan-Michael Vincent i Gary Busey sobre la vida d'uns joves surfistes i els efectes de la guerra de Vietnam sobre ells.
El 1977 va ser protagonista al costat de Susan Dey de First Love, un revolucionari film romàntic dirigit per Joan Darling. Durant aquest període va protagonitzar diverses pel·lícules de baix pressupost ("sèrie B") amb contingut sexual.
Katt també es va presentar per al paper de Luke Skywalker de La guerra de les galàxies (1977) i se'l pot veure fent el càsting en molts documentals sobre aquesta pel·lícula. El 1979 va interpretar Sundance Kid a Butch and Sundance: The Early Days, pel·lícula sobre la vida d'un pistoler del vell oest dels Estats Units. El 1981 va interpretar Pippin en el film del mateix nom.
Katt va obtenir el paper de Ralph Hinkley, un afable professor de secundària a qui uns extraterrestres li van donar un vestit volador en la inoblidable sèrie de televisió The Greatest American Hero el 1981 i va interpretar aquest personatge fins a la cancel·lació del programa, el 1983.

## Filmografia selecta
- 1976: Carrie
- 1977: First Love
- 1978: El gran dimecres (Big Wednesday)
- 1981–1983: The Greatest American Hero (sèrie de TV, 44 episodis)
- 1982: The Rainmaker (telefilm)
- 1985: El secret de la llegenda perduda (Baby: Secret of the Lost Legend)
- 1986: Una casa al·lucinant (House)
- 1995: Piranyes! (Piranha)
- 2007: The Man from Earth